# Ampelikou
Ampelikou / Ambelikou / Bağlıköy es un pueblo situado en las estribaciones septentrionales de las montañas de Troodos, cuatro kilómetros al suroeste de Xeros y Karavostasi / Gemikonağı y con vistas a la bahía de Morphou / Güzelyurt.
Ampelikou significa "viñas" en griego. En 1958, los turcochipriotas aprobaron Bağlıköy como un nombre turco alternativa. También significa "pueblo con un viñedo".

## Enfrentamientos Intercomunales
Hasta 1963, el pueblo fue uno mixto. Chipriotas turcos (musulmanes) siempre constituyeron la mayoría. En el censo otomano de 1831, los turcochipriotas eran de casi 83% (55 de los 66 habitantes varones, las mujeres no fueron censadas). En 1891 el porcentaje aumentó a 91% (248 de 308). Sin embargo, a lo largo de la primera mitad del siglo XX, la población grecochipriota mostró un mejor desempeño y se incrementó de 17% en 1891 para 26,5% en 1946 (de 471 habitantes, 170 eran griegos). Para 1960, sin embargo, su número se redujo drásticamente, pasando a sólo 63, lo que constituye el 11% de la población total.
Es importante tener en cuenta que algunos de los grecochipriotas de Ampelikou / Bağlıköy comenzaron a salir de la aldea ya en la década de 1950 debido a las tensiones entre las comunidades. En 1978 no se registra ningún GkCyp viviendo en el lugar.
En abril de 1967, se reportaron seis detonaciones de trampas explosivas. Un turcochipriota fue muerto, dos turistas británicos y otro turcochipriota fueron heridos. El 18 de junio, miembros de la Guardia Nacional mataron a un miliciano en el lugar.
Los turco-chipriotas no fueron desplazadas durante los enfrentamientos entre las comunidades de 1964. En cambio, el pueblo se convirtió en un centro de acogida para los chipriotas turcos desplazados. En 1971 se registraban 31 turcochipriotas desplazados (de un total de 444). La mayoría de estas personas desplazadas provenía de pueblos cercanos como Xeros y Karavostasi / Gemikonağı.

## Población actual
Actualmente el pueblo está habitado por turcochipriotas. Además, hay algunas familias británicas con casas de veraneo situada en el lugar. El censo de 2006 pone la población de la aldea a 222.